# Högtlovat vare Jesu namn
Högtlovat vare Jesu namn, originaltitel All hail! the power of Jesus' Name,  är en lovpsalm till Jesu ära av Edward Perronet, publicerad i tidningen The Gospel Magazine, november år 1779, då även William Shrubsoles melodi publicerades. Sången översattes till svenska av Erik Nyström år 1893, och även flera andra svenska översättningar har gjorts. Den består egentligen mest av uppmaningar till olika grupper att hylla Jesus.

## Publicerad i
- Svensk söndagsskolsångbok 1929 som nr 58 under rubriken "Jesu person och namn".
- Segertoner 1930 som nr 413 under rubriken "Glädje- och lovsång".
- Sionstoner 1935 som nr 81
- Förbundstoner 1957 som nr 6 under rubriken "Guds härlighet och trofasthet: Tillbedjan och lov".
- Kristus vandrar bland oss än 1965, som nummer 47.
- Frälsningsarméns sångbok 1968 som nr 714 under rubriken "Begynnelse Och Avslutning".
- Cecilia 1986, Den svenska psalmboken 1986, Frälsningsarméns sångbok 1990, Psalmer och Sånger, Segertoner 1988 som nr 14 under rubriken ”Lovsång och tillbedjan”.
- Lova Herren 1988 som nr 38 under rubriken "Jesu Kristi namn".
- Lova Herren 2020 som nr 547 under rubriken "Himlen".